# Los Cinco en el Cerro del Contrabandista
Los Cinco en el Cerro del Contrabandista es un libro de Enid Blyton escrito en 1945. Corresponde al cuarto libro de la colección de Los Cinco. Es la primera ocasión en la que los personajes tienen una aventura lejos de Kirrin.

## Argumento
Comienzan las vacaciones de Pascua, y los Cinco marchan a Villa Kirrim como es habitual. Desafortunadamente , el fresno del jardín cae derribado por una tormenta sobre los dormitorios de los chicos. Tío Quintín, triste y preocupado 
por haber olvidado cuidar el fresno, les propone pasar las vacaciones en el Cerro del Contrabandista, un gigantesco caserón en la cima de la colina de Castaway, rodeada de pantanos, propiedad de su amigo Lenoir. Además, Pedro, el hijo de Lenoir, es compañero en el colegio de Dick y de Julián. Solo hay un inconveniente, al señor Lenoir no le gustan los perros.
Jorge no renuncia a dejar a Tim en Villa Kirrín, y se lleva al perro. Afortunadamente, la colina donde está el Cerro del Contrabandista está literalmente llena de pasadizos subterráneos usados por los contrabandistas, y Hollín (Pedro Lenoir) los conoce bien, por lo que el problema de Tim queda solucionado, aunque el criado sordo de los Lenoir, Block, sospecha de ellos. 
Quintín decide acudir al Cerro del Contrabandista para discutir sus planes de drenar los pantanos, pero la noche de su llegada desaparecen él y Hollín, para colmo, la entrada a los pasadizos donde está escondido Tim ha quedado bloqueada. Jorge examinando el dormitorio de su padre, descubre una entrada a los subterráneos.
El señor Barling, un moderno contrabandista, con la ayuda de Block ha secuestrado a tío Quintín y a Hollín, para evitar que desapareciera la zona pantanosa y se arruine su negocio de contrabando. Tim encuentra el camino hacia donde están retenidos, y los guía hasta la salida de los túneles, en los pantanos. Mientras tanto, Jorge y los otros, que están explorando los túneles, son apresados por Mr Barling y Block, pero antes de que puedan ser atados, son liberados por Tim, que pone en fuga a Mr Barling y a Block, conduciendo a los niños con Tío Quintín.
Tim guía al grupo a través de los pantanos, aunque cerca de la carretera cae y comienza a hundirse en el fango, pero es rescatado por Quintín y el conductor de una camioneta con la ayuda de unos tablones. La policía, con la ayuda de Tim, arresta a Mr Barling y a Block que vagan perdidos por los túneles.

## Personajes
- Los Cinco: Julián, Dick, Jorge, Ana y Tim.
- Tío Quintín (Quintín Kirrin).
- Pierre Lenoir (Pedro Lenoir) más conocido como Hollín o Carbón (Sooty), compañero de Julián y Dick.
- Marybelle Lenoir (Maribel Lenoir) hermanastra de Hollín.
- Mr y Mrs Lenoir: padre de Maribel y padrastro de Hollín. Madre de Hollín y de Maribel.
- Mr Barling: contrabandista que vive en la Colina de Castaway.
- Block: criado de la familia Lenoir.
- Sara: criada de la familia Lenoir.

## Lugares de los Cinco
- Villa Kirrin
- Colina de Castaway
- El Cerro del Contrabandista

## Curiosidades
Hay algunas pequeñas controversias sobre la localidad que inspiró a Blyton al crear Castaway, unos dicen que la ciudad de Rye, en Sussex, que es una colina, y estaba rodeada de pantanos que se desecaron, con una historia de contrabando. Otros dicen que en Corwall, en St Michael Mout, solo accesible por carretera cuando la marea está alta.